# Son en Breugel
Son en Breugel (anhörenⓘ) ist eine Gemeinde in der niederländischen Provinz Noord-Brabant.

## Ortsteile
Die Gemeinde besteht aus den Ortsteilen Breugel und Son als Sitz der Verwaltung.
Son liegt etwa 10 km Luftlinie nördlich von Eindhoven und direkt nördlich des Wilhelminakanals.

## Geschichte
Am 17. September 1944 begann in der Gegend die Operation Garden – Teil der Operation Market Garden. Soldaten der deutschen Wehrmacht sprengten vor den Augen der Angreifer eine Straßenbrücke bei Son, die über den Wilhelminakanal führte.

## Politik
Die lokale Wählergruppe DorpsVISIE gewann die Kommunalwahl im Jahr 2022 mit einem Fünftel aller Stimmen und bildete bereits zuvor eine Koalition mit dem CDA und der PvdA/GroenLinks.

### Gemeinderat
Der Gemeinderat wird seit 1982 folgendermaßen gebildet:
| Partei                     | Sitze | Sitze | Sitze | Sitze | Sitze | Sitze | Sitze | Sitze | Sitze | Sitze | Sitze |
| Partei                     | 1982  | 1986  | 1990  | 1994  | 1998  | 2002  | 2006  | 2010  | 2014  | 2018  | 2022  |
| -------------------------- | ----- | ----- | ----- | ----- | ----- | ----- | ----- | ----- | ----- | ----- | ----- |
| DorpsVISIE a               | 2     | 2     | 3     | 3     | 4     | 3     | 3     | 4     | 5     | 6     | 4     |
| CDA                        | 5     | 5     | 5     | 4     | 3     | 3     | 3     | 2     | 2     | 3     | 3     |
| VVD                        | 5     | 4     | 3     | 2     | 3     | 2     | 3     | 3     | 3     | 3     | 2     |
| PvdA                       | 2     | 3     | 2     | 2     | 2     | 2     | 3     | 1     | 2     | 2     | 2     |
| GroenLinks                 | –     | –     | –     | –     | 2     | 2     | 3     | 1     | 2     | 2     | 2     |
| Voor U                     | –     | –     | –     | –     | –     | –     | –     | –     | –     | –     | 2     |
| Dorpsbelang Son en Breugel | –     | –     | –     | –     | 3     | 5     | 5     | 7     | 5     | 2     | 2     |
| D66                        | 1     | 1     | 2     | 4     | 0     | –     | –     | –     | –     | 1     | 2     |
| Hart voor Son en Breugel   | –     | –     | –     | –     | –     | –     | –     | –     | –     | –     | 0     |
| Gesamt                     | 15    | 15    | 15    | 15    | 15    | 15    | 17    | 17    | 17    | 17    | 17    |

Anmerkungen

### College van B&W
Im College van burgemeester en wethouders (deutsch „Kollegium von Bürgermeister und Beigeordneten“) ist jeweils ein Beigeordneter der Koalitionsparteien CDA und PvdA/GroenLinks zugegen. DorpsVISIE ergänzt das Kollegium gar um zwei Beigeordnete. Folgende Personen gehören zum Kollegium:
| Funktion         | Name                    | Partei          | Anmerkung                                 |
| ---------------- | ----------------------- | --------------- | ----------------------------------------- |
| Bürgermeisterin  | Suzanne Otters-Bruijnen | VVD             | seit dem 11. April 2023 im Amt            |
| Beigeordnete     | John Frenken            | DorpsVISIE      | erster Stellvertreter des Bürgermeisters  |
| Beigeordnete     | Jan Boersma             | CDA             | zweiter Stellvertreter des Bürgermeisters |
| Beigeordnete     | Paul van Liempd         | PvdA/GroenLinks | dritter Stellvertreter des Bürgermeisters |
| Beigeordnete     | Jos de Bruin            | DorpsVISIE      | vierter Stellvertreter des Bürgermeisters |
| Gemeindesekretär | Rien Schalkx            | –               | seit April 2014 im Amt                    |

## Wirtschaft
Mit dem EMS-Dienstleister Neways Electronics hat ein börsennotiertes Unternehmen seinen Sitz in Son.

## Söhne und Töchter der Stadt
- Willemijn Verkaik (* 16. Juni 1975), niederländische Musicaldarstellerin
- Ties van Soest (* 13. Mai 2000), niederländischer Eishockeynationalspieler